# Psyche bowerella
Psyche bowerella är en fjärilsart som beskrevs av Chapman 1900. Psyche bowerella ingår i släktet Psyche och familjen säckspinnare. Inga underarter finns listade.